# Ikanahalli, Krishnarajpet
Ikanahalli là một làng thuộc tehsil Krishnarajpet, huyện Mandya, bang Karnataka, Ấn Độ.